# Fouke
Fouke è un comune degli Stati Uniti d'America, situato in Arkansas, nella contea di Miller.

## Storia

### I Caddo e l'arrivo degli europei
Prima della colonizzazione europea delle Americhe l'area intorno a Fouke è stata a lungo abitata dai nativi americani Caddo. Le tribù Caddo e gli esploratori europei commerciavano pelli, miele, cera d'api, farina, tabacco, coperte, pistole ed altri oggetti. Dopo l'acquisto della Louisiana, gli Stati Uniti stabilirono la Sulphur Fork Factory (stazione commerciale) nel punto dove il fiume Sulphur affluisce nel Red River. Negli anni successivi alla nascita dello stato dell'Arkansas i coloni iniziarono ad affluire costantemente nell'area e la popolazione Caddo fu notevolmente ridotta.

### Fondazione
Nel 1889 il ministro battista del settimo giorno, James Franklin Shaw, ed i suoi seguaci stavano cercando un'area per stabilire una nuova colonia e nel 1890 scelsero un sito lungo la Texarkana, Shreveport e Natchez Railroad, dove una piccola area boschiva terminava alla Fouke's Sawmill. Le strade presero il nome da importanti battisti conosciuti a livello nazionale e dopo aver pubblicizzato l'area con l'offerta di terreni a prezzi ragionevoli, legname a prezzi accessibili e passaggio ferroviario gratuito, i pionieri si recarono nell'area dall'Idaho, dall'Illinois e dalla Virginia Occidentale.
James H. Fouke, un imprenditore presbiteriano, taglialegna e dirigente ferroviario, li aiutò a stabilire la loro colonia e nel 1902 donò terreno per una scuola. La città di Fouke fu così nominata in suo onore.

### XX secolo
Nel 1906 fu costruito un nuovo deposito della Texas and Pacific Railroad e nel 1911 fu costituita la comunità cittadina.
All'inizio degli anni 1920, l'agricoltura e l'industria del legname portarono nella comunità persone di varie fedi.
La crescita della popolazione aumentò durante il boom petrolifero e nel 1928 la costruzione della US Route 71, aumentò ulteriormente le opportunità di lavoro a Fouke.
Durante l'era del proibizionismo Fouke vide la morte violenta di molti uomini coinvolti nel traffico illegale di liquori. Il commercio interstatale non era ben coordinato in quel periodo, il che rendeva la posizione di Fouke attraente per coloro che avrebbero contrabbandato l'alcol e poi avrebbero attraversato i confini statali adiacenti.
Dagli anni 1920 Fouke è una Sundown Town, ovvero una città che applica determinate discriminazioni e segregazioni razziali.
Durante la grande depressione, la "Fouke State Bank", istituita nel 1914, fallì e la generale perdita di posti di lavoro nella comunità, indusse molti ad accettare lavoro in programmi come il Civilian Conservation Corps e la Works Progress Administration. Fin quando, allo scoppio della seconda guerra mondiale, un gran numero di cittadini ha trovato lavoro presso l'impianto di munizioni dell'esercito Lone Star, di nuova costituzione, ed il deposito dell'esercito di Red River, che si trovavano appena a ovest di Texarkana.
Dalla sua costituzione la città di Fouke ha visto molti miglioramenti alla sua struttura urbanistica. Le strade sterrate furono pavimentate nel 1958, nel 1962 furono costruiti un nuovo municipio, una prigione ed una caserma dei pompieri, nel 1966 venne costruito il nuovo sistema idrico "Deep-Well" e nel 1988 fu completato il sistema fognario.
Nel 1972 Fouke ricevette l'attenzione nazionale quando Charles B. Pierce produsse un film intitolato The Legend of Boggy Creek. Il film raccontava la presunta esistenza di una grande creatura pelosa simile a una scimmia chiamata Mostro di Fouke. Furono scelti un certo numero di cittadini locali ed il film fu girato in zone umide, fiumi e torrenti.

### XXI secolo
Nel 2001 Fouke ha celebrato l'inaugurazione del Fouke Community Center e nel 2003 l'inaugurazione del Miller County Historical and Family Museum.
Nel 2010 i cittadini di Fouke hanno dedicato il Veterans Memorial Park ai veterani di guerra, il memoriale copre i due terzi di un isolato. È un monumento perennemente segnalato ed illuminato, che contiene un elenco crescente di nomi di veterani e storie militari.
Nel 2011 gruppi locali, come Citizens for a Better Community, hanno raccolto fondi per fornire miglioramenti che includono cartelli di "Benvenuto" sulla route 71, alle estremità nord e sud della città, insieme a vari progetti di abbellimento e di servizio alla comunità. Inoltre hanno acquistato una delle dimore storiche di Fouke che, tramite un piano di ristrutturazione e restauro, è stata trasformata in un centro eventi e biblioteca comunitaria. A quel tempo il distretto scolastico di Fouke era diventato il più grande luogo di lavoro della città con più di 1.000 studenti e più di 165 dipendenti.
Nel 2013 Fouke ha inaugurato il Boggy Creek Festival per promuovere l'area locale, riunire la comunità e condividere informazioni, storie ed umorismo sul "mostro di Fouke".